# Kool Savas

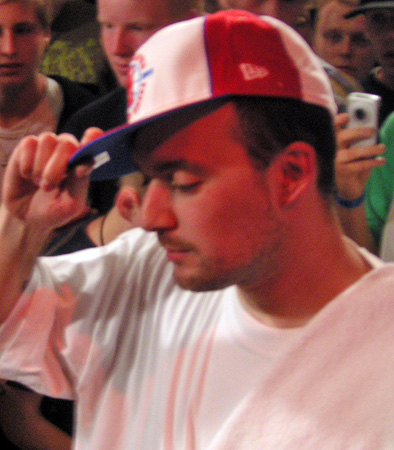
Kool Savas

Savas Yurderi, mais conhecido por Kool Savas (anteriormente denominado King Kool Savas (KKS), Juks ou Jux), Aachen, (10 de fevereiro de 1975) é um rapper alemão descendente de turcos e um dos mais influentes artistas alemães do hip hop.
Conhecido como "Deutscher Eminem" ou Eminem alemão. Há boatos que ele não se dá com o Sido, fez muitas participações com Azad, Curse, Moses Pelham, Samy Deluxe,  J-Luv, Lumidee, Bligg,  Xavier Naidoo, Tha Alkaholiks, KutMasta Kurt, Mystic Journeymen, the Hieroglyphics e Smut Peddlers.